# Port-d’Envaux
Port-d’Envaux település Franciaországban, Charente-Maritime megyében. Lakosainak száma 1170 fő (2022. január 1.). Port-d’Envaux Bussac-sur-Charente, Crazannes, Écurat, Plassay, Saint-Savinien, Saint-Vaize, Saintes és Taillebourg községekkel határos.

## Népesség
A település népességének változása:
| Lakosok száma | 1029 | 1003 | 1028 | 961  | 1129 | 1146 | 1154 | 1147 | 1151 | 1170 |
|               | 1968 | 1982 | 1990 | 2006 | 2013 | 2015 | 2017 | 2019 | 2020 | 2022 |